# Chimaera argiloba
Chimaera argiloba е вид химер от семейство Chimaeridae. Видът не е застрашен от изчезване.

## Разпространение и местообитание
Разпространен е в Западна Австралия.
Обитава крайбрежията на морета. Среща се на дълбочина от 370 до 520 m.

## Описание
На дължина достигат до 87,7 cm.